# (37098) 2000 UL94
2000 UL94 (asteroide 37098) é um asteroide da cintura principal. Possui uma excentricidade de 0.09932370 e uma inclinação de 7.17716º.
Este asteroide foi descoberto no dia 25 de outubro de 2000 por LINEAR em Socorro.